# Justizvollzugsanstalt Passau
Die Justizvollzugsanstalt Passau (kurz JVA Passau) liegt in der Stadt Passau in Niederbayern.

## Geschichte
Die Errichtung der Justizvollzugsanstalt (JVA) in der Stadt Passau erfolgte im Jahr 1859. 
Das Haus Theresienstraße 18, die heutige JVA, war ursprünglich der Reitstall des Passauer Fürstbischofs Kardinal Johann Philipp von Lamberg, dessen renoviertes steinernes Wappen sich noch heute über dem Hauptportal befindet. Die ältesten Gebäudeteile reichen zurück bis ins Jahr 1692. Zur damaligen Zeit gehörte zum Fürstbischöflichen Reitstall auch das Haus in der Heiliggeistgasse 11, das früher als Wagenremise genutzt wurde und heute Teil des Amtsgerichts Passau ist.
Später war in der heutigen Justizvollzugsanstalt eine Gendarmeriestation eingerichtet. Ab 1856 diente das Gebäude als Fronfeste des königlichen Bezirksgerichts. Im Jahre 1858 wurde das heutige Zellengebäude errichtet. Seit dem 1. Januar 1978 ist das ehemalige Landgerichtsgefängnis selbstständig, aber verwaltungsmäßig der Justizvollzugsanstalt Straubing angegliedert.
Da das Gefängnis in der Theresienstraße nicht mehr dem Bedarf entsprach und zeitgemäße Unterbringungsstandards nicht mehr erfüllte, beschloss der Stadtrat 1997 die Verlagerung und 2010 einen Standort in Königschalding (Lage). Das Projekt verzögerte sich aufgrund einer Umplanung und Erweiterung der ursprünglichen Pläne. Die Staatsregierung plante 2019 mit Kosten von 184 Millionen Euro. Im Frühjahr 2021 wurde mit den Bauarbeiten begonnen und am 17. Oktober 2022 die Grundsteinlegung gefeiert. Im November 2024 wurde das Richtfest begangen. Zu diesem Zeitpunkt lagen die Kosten bei mindestens 250 Millionen Euro. Bis Februar 2025 erhöhte sich die Kostenschätzung auf 290 Millionen Euro. Das Ziel sah eine Fertigstellung  bis Ende 2027, einen Probebetrieb im vierten Quartal 2027und eine Aufgabe des Standorts in der Innenstadt frühestens Anfang 2028 vor.

## Zuständigkeit
Neben dem Regelvollzug für den Amtsgerichtsbezirk Passau ist die JVA Passau zuständig für den Vollzug von Untersuchungshaft für den Landgerichtsbezirk Passau mit den Amtsgerichtsbezirken Passau und Freyung. Darüber hinaus übernimmt die JVA Passau die Vollstreckung von bis zu drei Monate andauernden Haftstrafen an erstmals Verurteilten für den Landgerichtsbezirk Deggendorf mit den Amtsgerichtsbezirken Deggendorf und Viechtach sowie für den Landgerichtsbezirk Passau mit den Amtsgerichtsbezirken Passau und Freyung.
Im Neubau sind als dritte Abschiebehafteinrichtung nach Eichstätt und Hof 100 von insgesamt 450 Haftplätzen für Abschiebehäftlinge vorgesehen, 100 weitere Haftplätze je nach Bedarf entweder für Untersuchungs- und Strafhaft oder für Abschiebehaft.